# 佐藤俊彦
佐藤 俊彦（さとう としひこ、1965年9月23日 - ）は、北海道室蘭市出身の津軽三味線奏者。シュン・プランニング所属。
2010年「第四回 津軽三味線日本一決定戦」にて優勝。

## 概要
日本古来の文化 津軽三味線公演を、北海道札幌市を中心に日本国内はもとより、上海、豪州、ホノルルでも広く活動。1998年音楽の殿堂となっているニューヨーク・カーネギー・ホールにてコンサートを開く。

## 略歴
- 1973年 - 民謡を始める。
- 1975年 - 初代白川流の流れを持つ和楽器店経営の梅川恵悦に師事し、以後師匠の紹介で春、夏、冬休み等を利用して東北、北海道の有名師匠のスポット指導を受ける。
- 1985年 - 佐藤三絃会発足。
- 1995年 - 中国上海にてリサイタルを開く。
- 1996年 - 津軽三味線全国協議会主催、豪州オペラハウス公演参加。
- 1998年 - ニューヨーク・カーネギー・ホールにてコンサートを開く。
- 1999年 - NHKラジオ「民謡をたずねて」の伴奏者となる。
- 1999年 - 津軽三味線全国協議会北海道ブロック副代表となる。
- 2001年 - 津軽三味線全国協議会理事となる。
- 2002年 - CD「 魂の響 」発売。
- 2002年 - ハワイ・ホノルルにてコンサートを開く。
- 2002年 - 津軽三味線全国大会合奏の部二部門同時制覇。
- 2003年 - 津軽三味線全国大会二連覇。
- 2005年 - CD「 守・破・離 」発売。
- 2006年 - NPO法人津軽三味線全国協議会理事就任
- 2006年 - 津軽三味線暦30周年記念リサイタル公演 札幌市民会館にて
- 2006年 - 札幌ドームにて商工会議所記念イベント百人三味線百人太鼓のリーダーを務める。
- 2008年 - 第2回津軽三味線日本一決定戦団体ねぶたの部優勝
- 2009年 - 第3回津軽三味線日本一決定戦団体ねぶたの部優勝
- 2009年 - 和歌山県高野山世界遺産金剛三昧院でコンサートを行う。
- 2010年 - 『 第四回 津軽三味線日本一決定戦 』 優勝

## 音楽

### CD
- 魂の響(2002年）
- 守・破・離(2005年）
- 守・破・離 ライブ(2005年）